# Ос, Дирк ван
Дирк ван Ос (нидерл. Dirck van Os; 13 марта 1556, Антверпен, Брабант — 20 мая 1615, Амстердам, графство Голландия) — амстердамский торговец, страховщик, финансист и судовладелец. Он является одним из основателей Compagnie van Verre, Амстердамского биржевого банка и Объединенной Ост-Индской компании.

## Биография
Родился в Антверпене в семье ткачей из города Хертогенбос. Во время осады Антверпена служил капитаном и сдался герцогу Пармскому. После этого он переехал в Миддельбург. В январе 1588 года женился на Маргарете ван де Пит. Вместе с братом Хендриком торговал кожей, зерном в Леванте и странах Балтийского моря. В 1595 году вместе с Исааком Ле Мэром находился в экспедиции за солью в Сетубале. Владел частью земли в Бемстере.
В 1602 году стал одним из основателей Объединенной Ост-Индской компании и занимал там пост директора.

## Личная жизнь
Сын — Дирк ван Ос III (1590–1668) занимал административные посты в Бемстере.